# Scania série R
 (juin 2014).
La série R de chez Scania est sortie en 2004. Ce sont des camions aussi bien destinés à la distribution qu'au transport long-courrier.

## Caractéristiques
La série R remplace la série 4, dont elle reprend les principales caractéristiques physiques. Elle est disponible avec les cabines classiques dites normales (CR..N), les cabines Highline (CR19H) et les cabines Topline (CR19T) réputées pour leur confort.

## Motorisations
Les puissances des moteurs (Euro 4, 5 et 6) s'échelonnent de 370 à 770 ch :
- le six cylindres 13 l se décline en trois niveaux de puissances : 370, 410 et 450 ch ;
- le V8 16 l se décline en trois niveaux de puissances : 520, 580 et 770 ch.

En 2016, le six cylindres peut recevoir une version de 500 ch.